# Улица Тербатас (Рига)
Улица Те́рбатас (латыш. Tērbatas iela) — улица в Центральном районе города Риги. Пролегает в северо-восточном направлении от перекрёстка улицы Меркеля и бульвара Бривибас до улицы Таллинас. Общая длина улицы Тербатас составляет 1790 метров. В застройке сохранилось большое количество исторических зданий.
На всём протяжении по улице Тербатас разрешено двустороннее движение. От начала улицы до ул. Гертрудес по улице Тербатас проходит маршрут троллейбуса № 1 (в обоих направлениях).
Начало и дальняя часть улицы асфальтированы; центральная часть (от ул. Элизабетес до ул. Матиса) сохраняет историческое булыжное покрытие. С 15 июля по 15 августа 2020 года эта часть улицы, в порядке эксперимента, была сделана пешеходной.

## История
Улица Тербатас впервые упоминается в списках улиц Риги в 1810 году под названием Известковая улица (латыш. Kaļķu iela, нем. Kalkstrasse); таким образом, именно эта улица, а не Бривибас, рассматривалась как продолжение исторической улицы Калькю в Старом городе. В 1885 году она получила нынешнее наименование (нем. Dorpater Strasse, рус. Дерптская улица — в честь города Дерпт, ныне Тарту). В 1919 году, после провозглашения Латвийской социалистической советской республики, улица на короткий срок была переименована в честь Розы Люксембург; в мае того же года, после вытеснения Красной Армии из Риги, вновь вернулось современное название. В 1955 году улицу Тербатас переименовали в улицу Петра Стучки. С 1990 года улица вновь называется Тербатас.
В 1861 году Дерптская улица доходила до ул. Лагерной (ныне Матиса), в 1885 была продлена до Артиллерийской, а в 1914 году получила современные границы.
Ныне сохранившаяся застройка относится главным образом к началу XX века, когда прежняя деревянная застройка активно заменялась многоэтажными каменными домами с преобладанием стиля латышского национального романтизма.

## Примечательные объекты

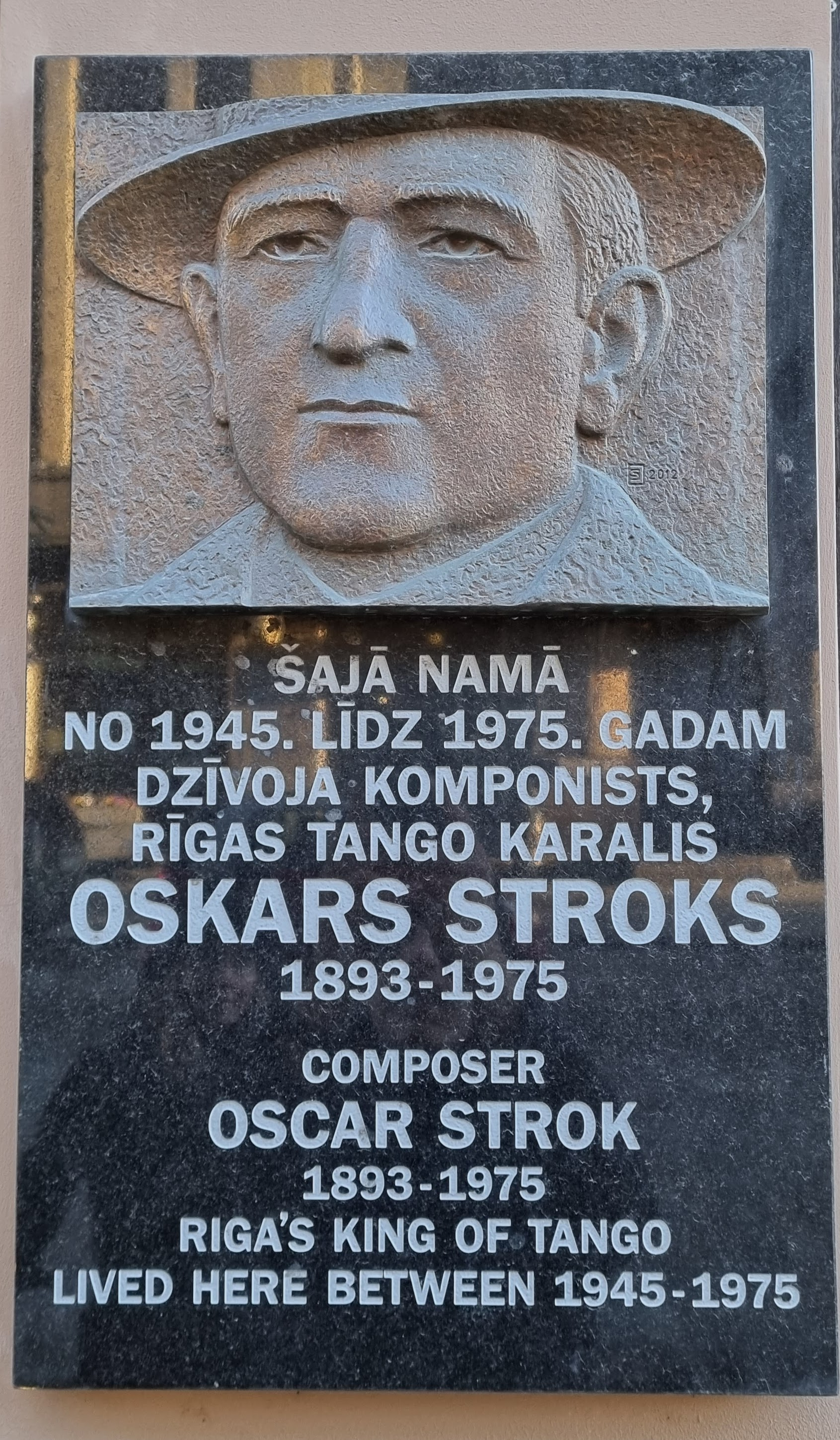
Мемориальная доска Оскару Строку

- К началу улицы примыкает Верманский парк.

- 26 зданий на улице Тербатас признаны памятниками архитектуры государственного и местного значения[6], в том числе:
  - Дом 14 (1909, архитекторы К. Пекшенс и А. Мёдлингер) — административное, изначально банковское здание, памятник архитектуры местного значения[7];
  - Дом 15/17 (1905, архитекторы Э. Лаубе и К. Пекшенс) — памятник архитектуры государственного значения[8]. Здание включено в Культурный канон Латвии[9];
  - Дом 33/35 (1907, архитекторы К. Пекшенс и Э. Лаубе) — памятник архитектуры государственного значения[10];
  - Дом 49/51 (1909, архитектор Эйжен Лаубе) — памятник архитектуры местного значения[11].

Также памятниками архитектуры является несколько угловых зданий, числящихся по смежным улицам.
- В доме № 7 и в доме № 14 сохранились старинные витражи, охраняемые как памятники искусства государственного значения[6].

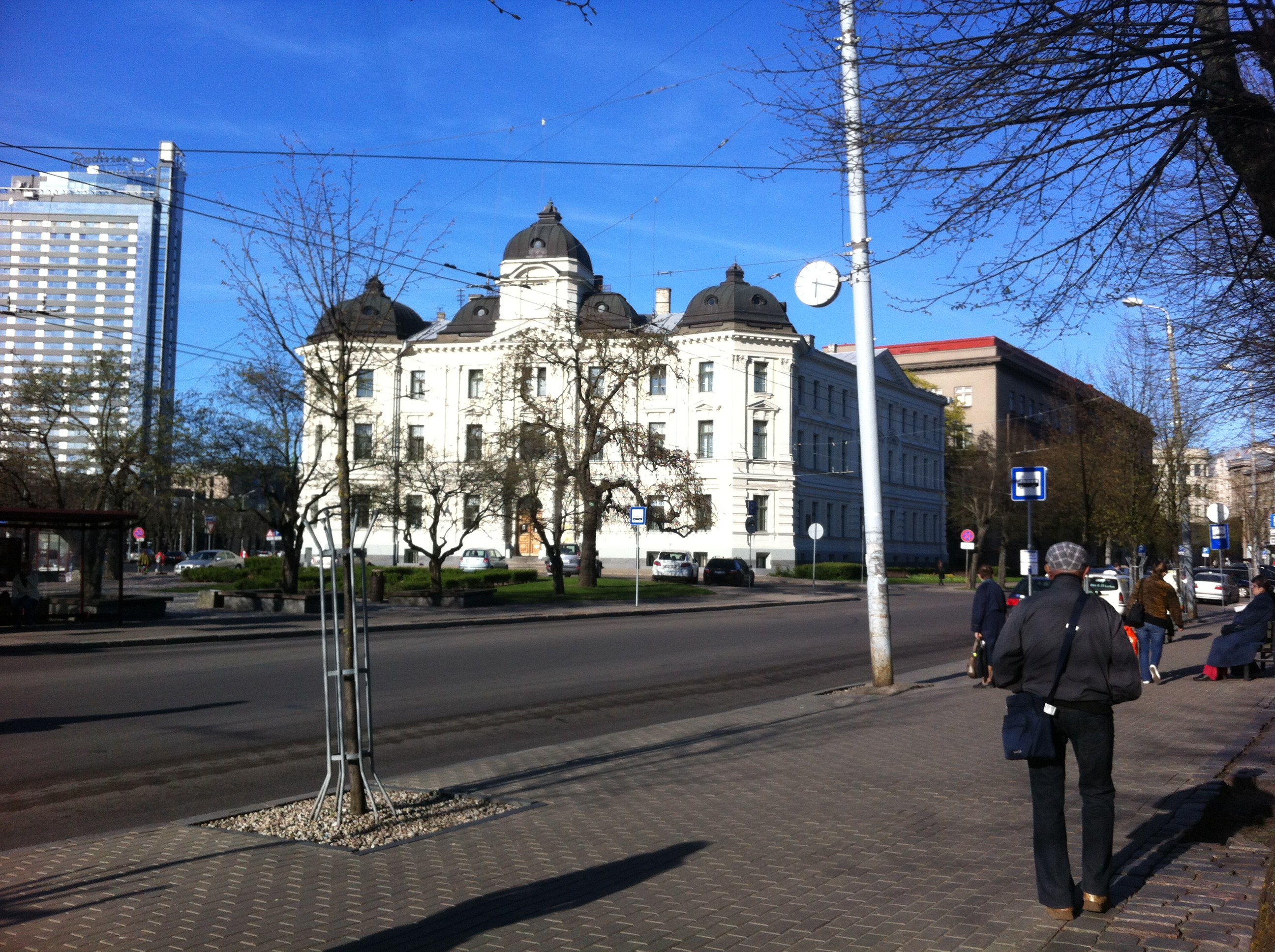
Начало улицы
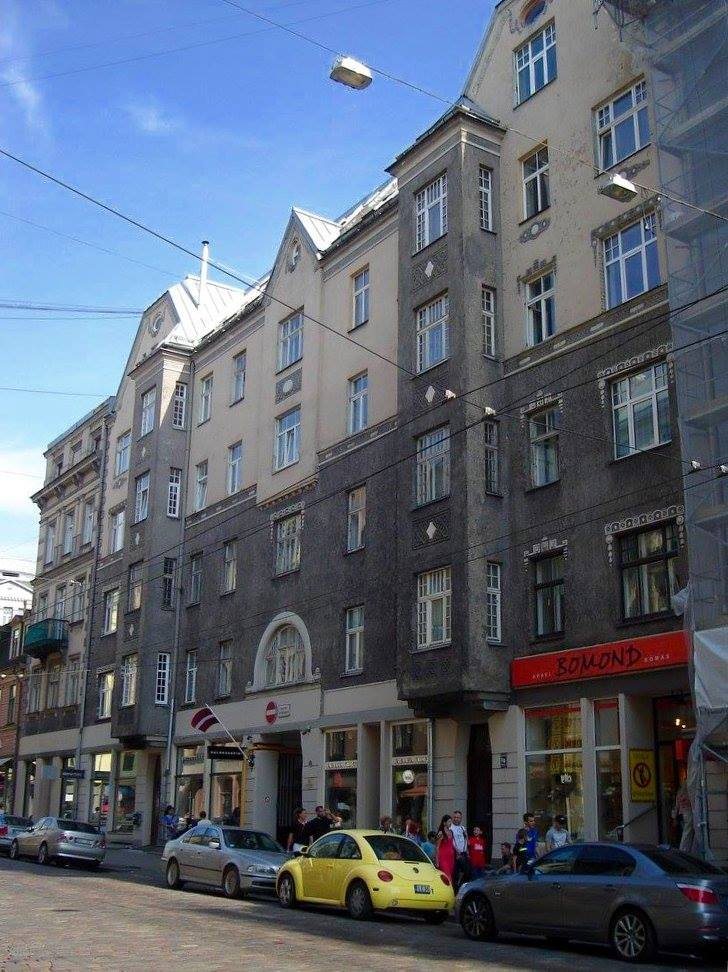
Дом № 4
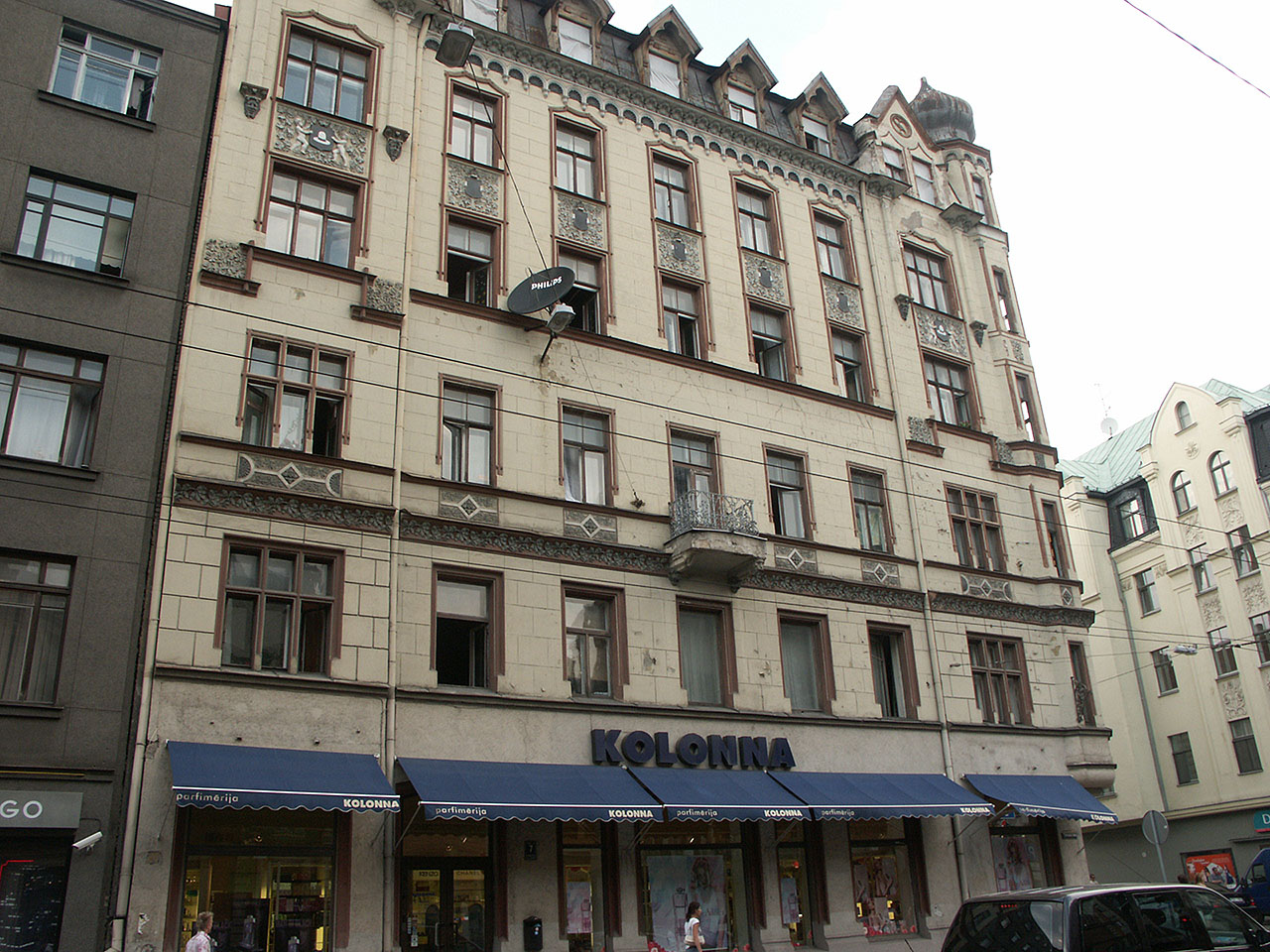
Дом № 7
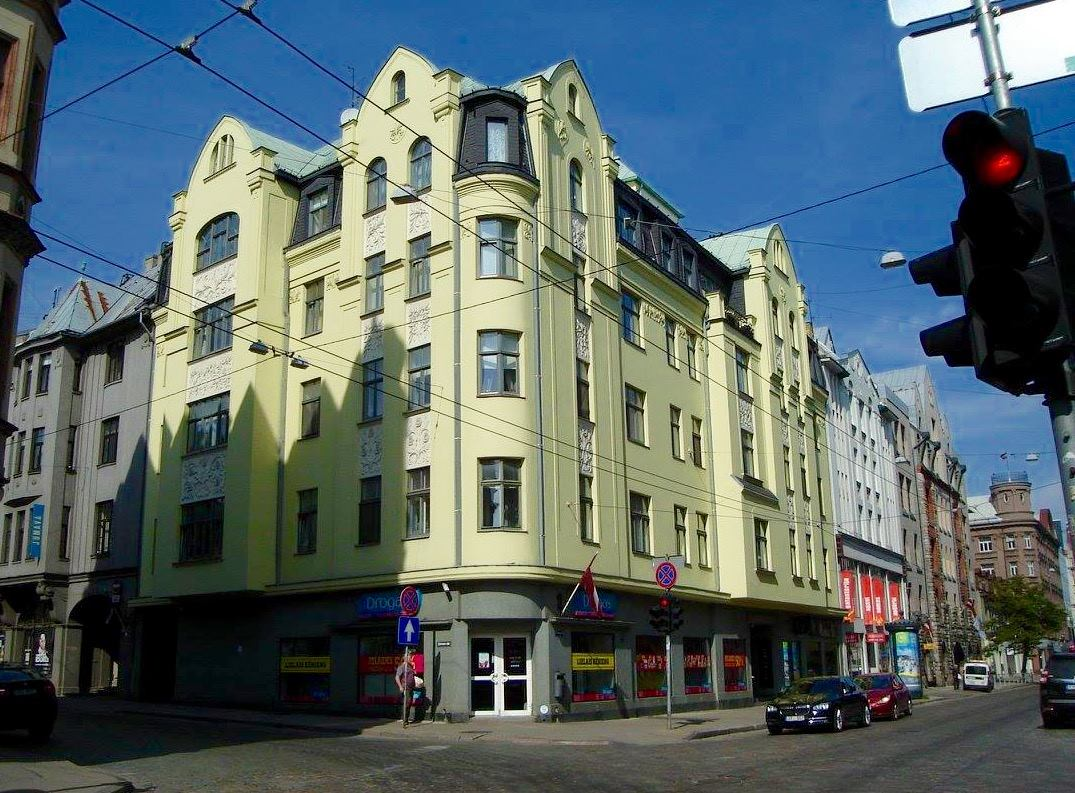
Дом № 9/11
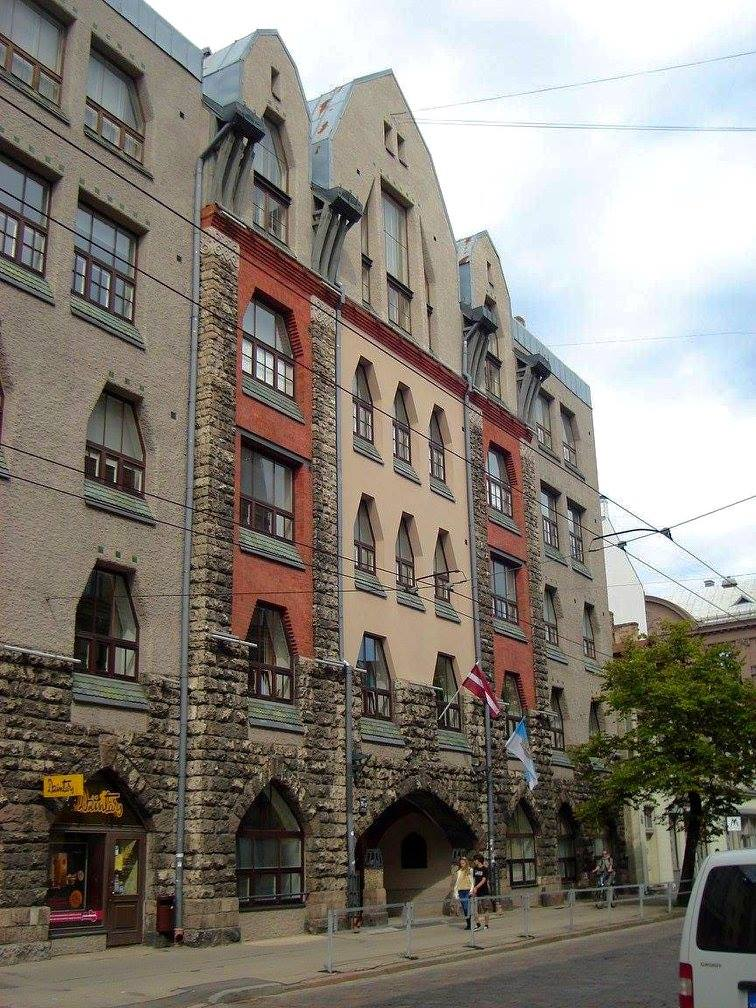
Дом № 15/17
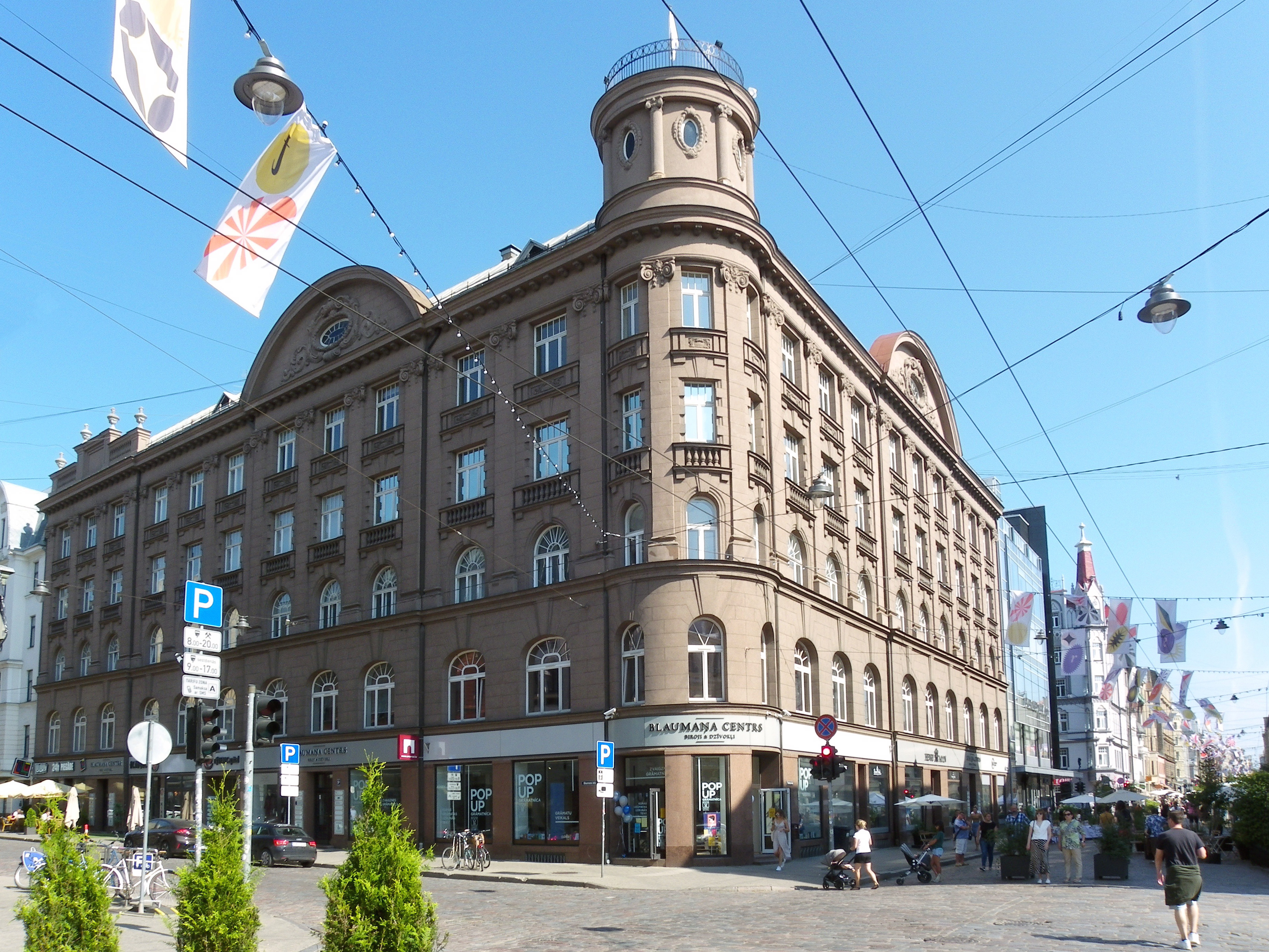
Угловой дом по ул. Блауманя, 5А (ранее Тербатас, 23/25)
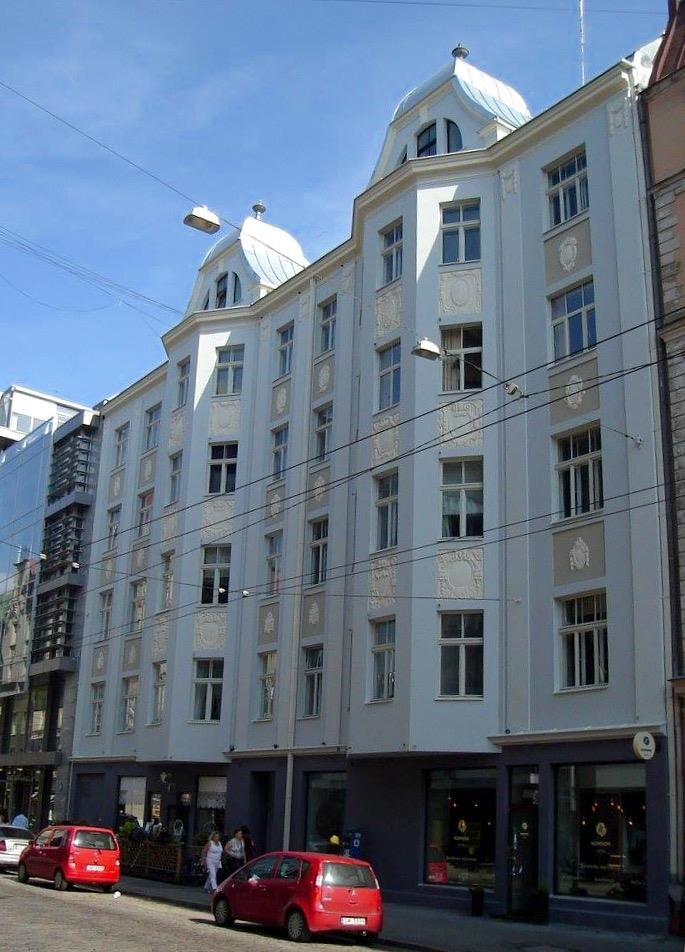
Дом № 28
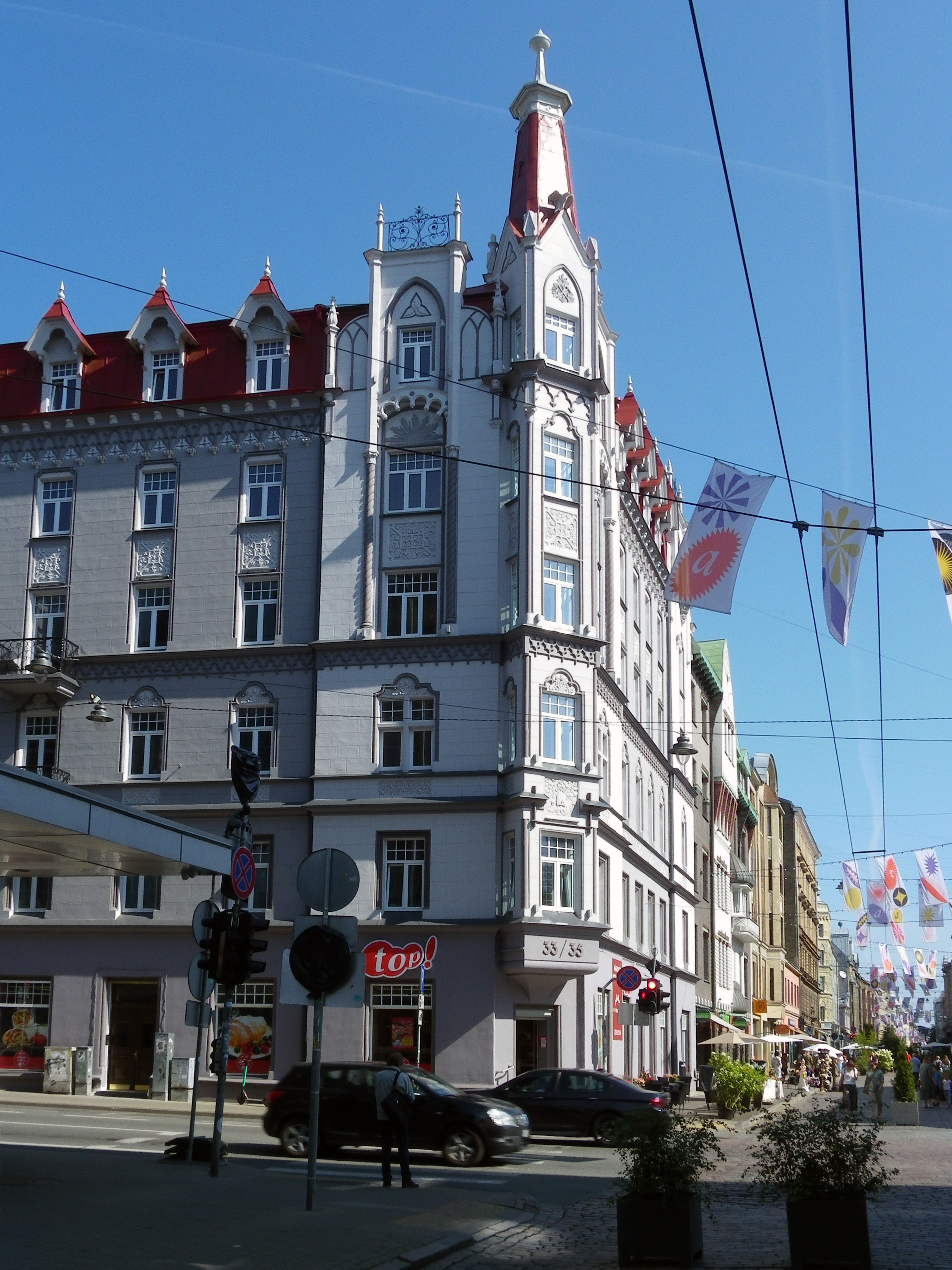
Дом № 33
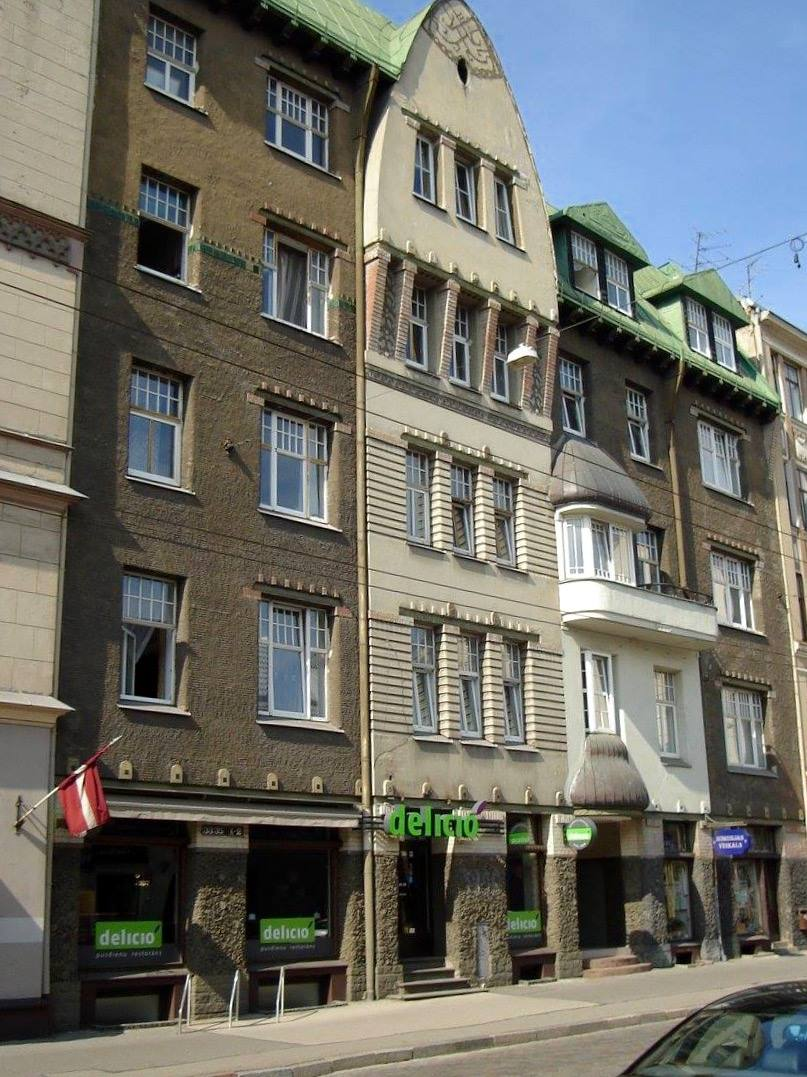
Дом № 35
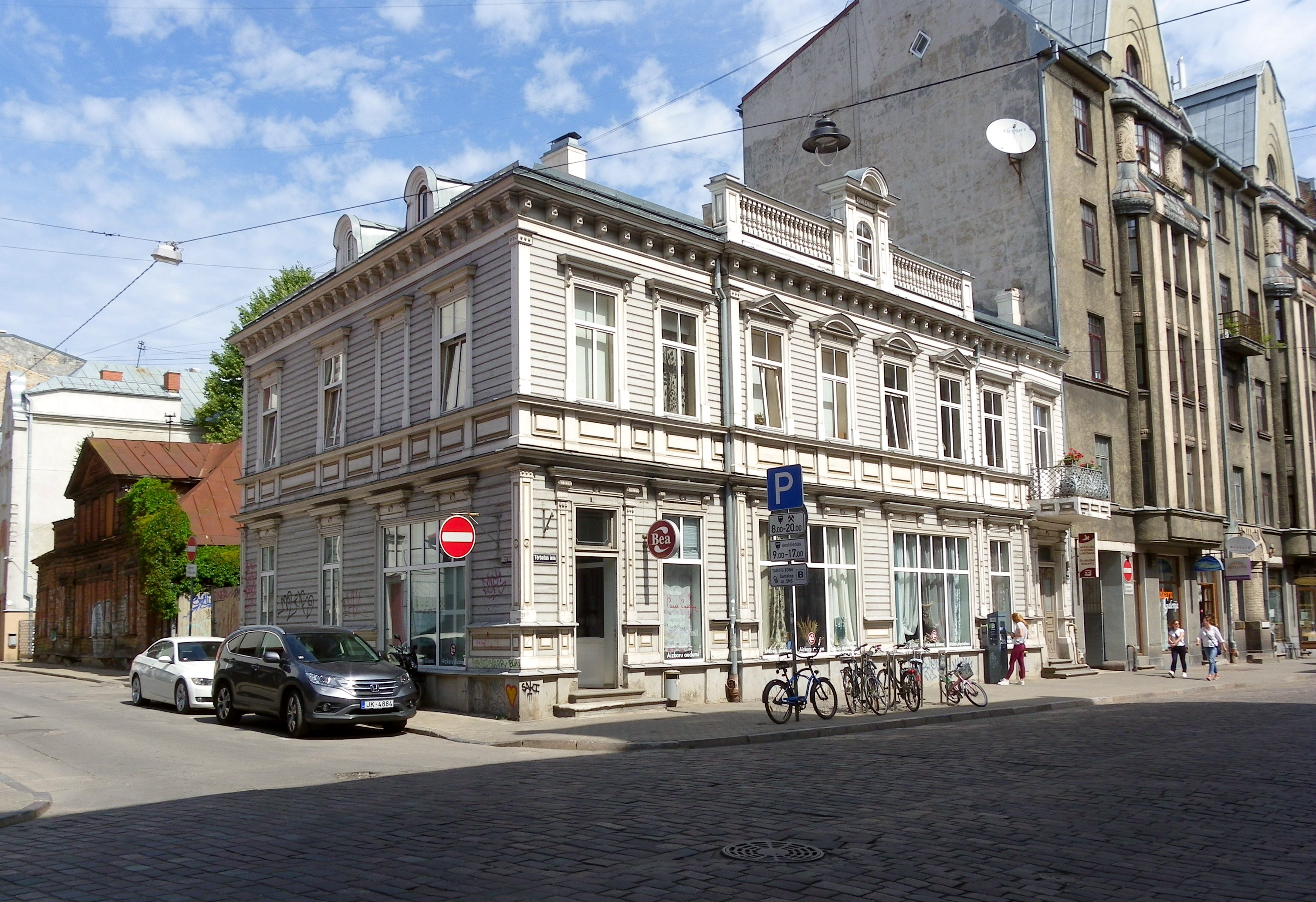
Дом № 47
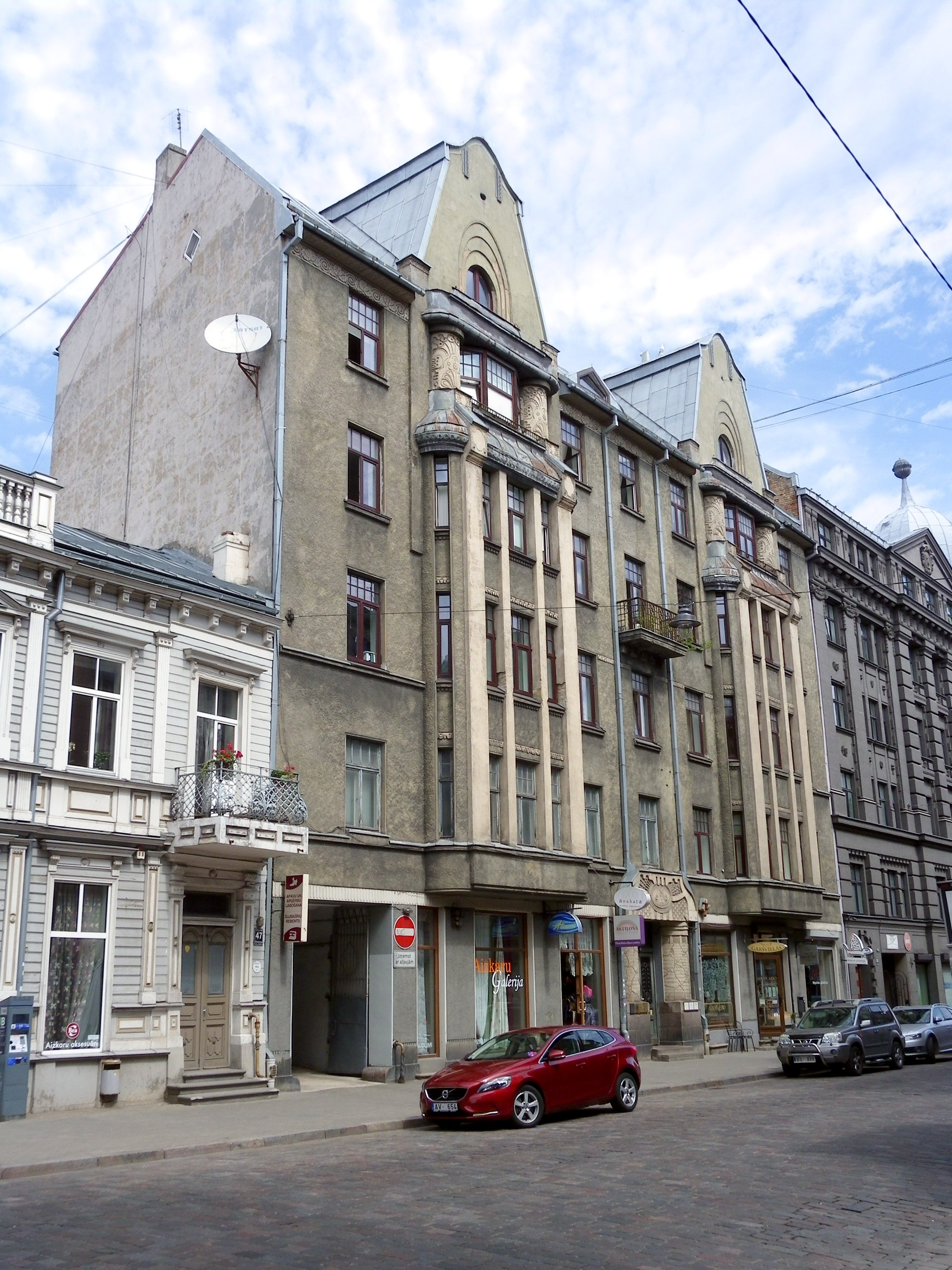
Дом № 49/51
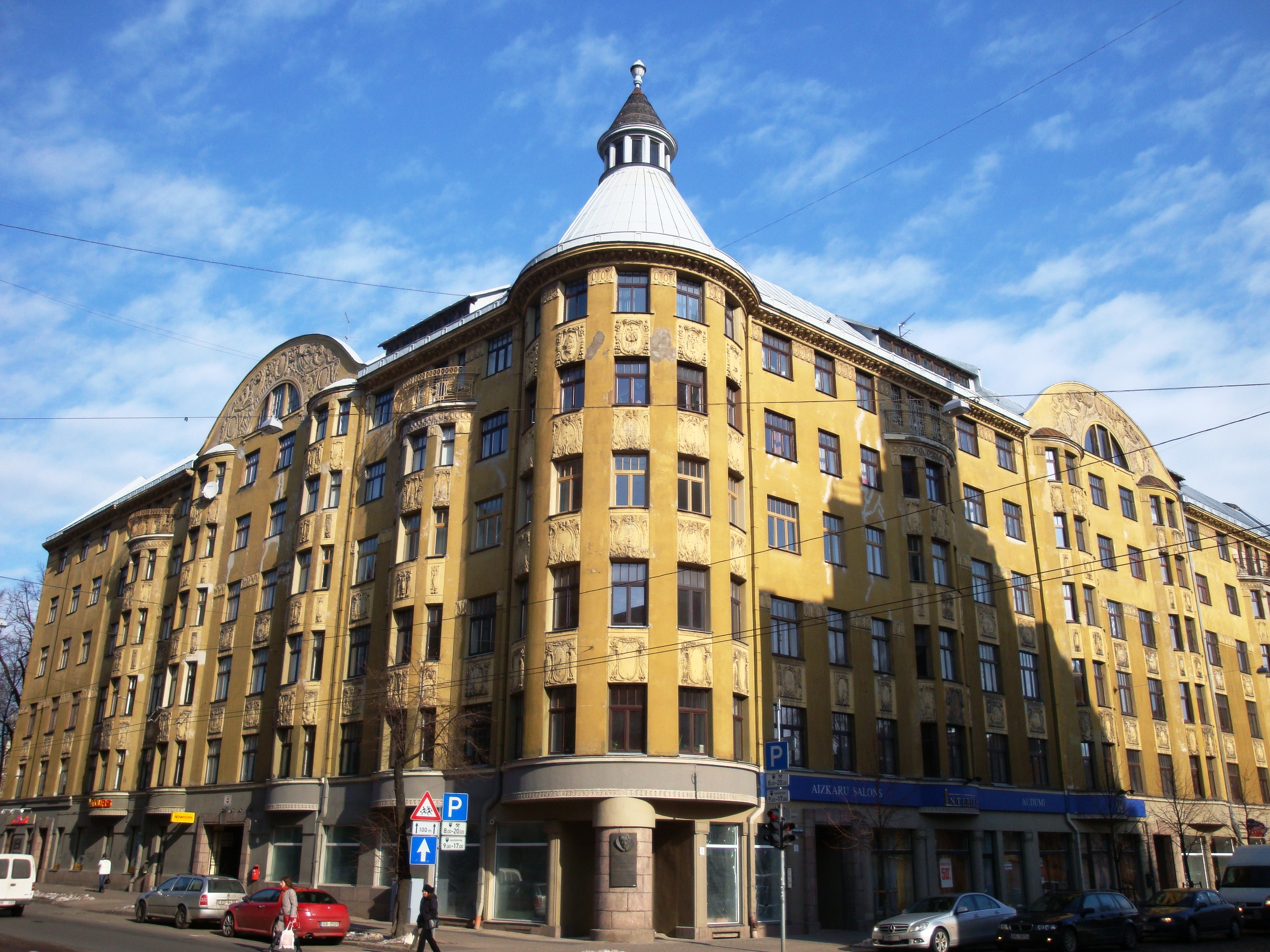
Дом № 59/61
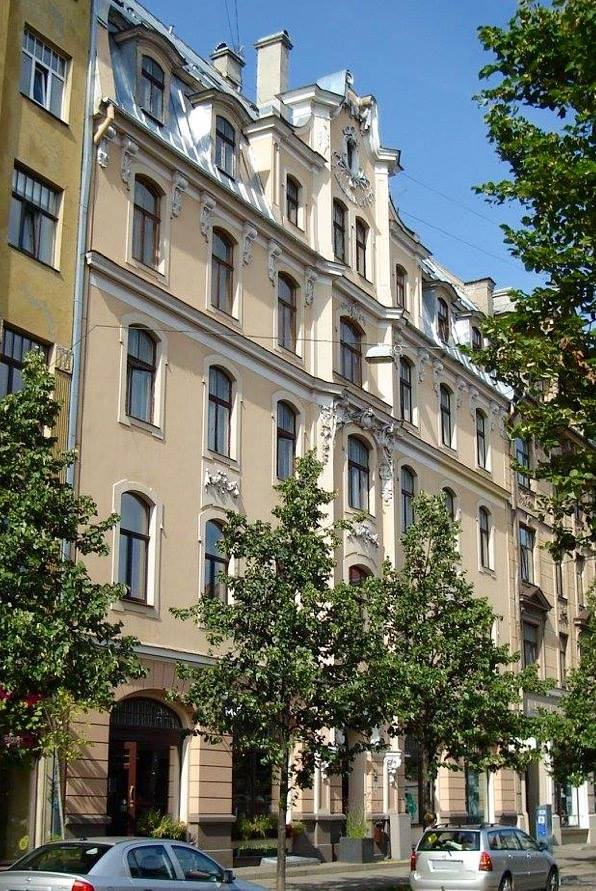
Дом № 63
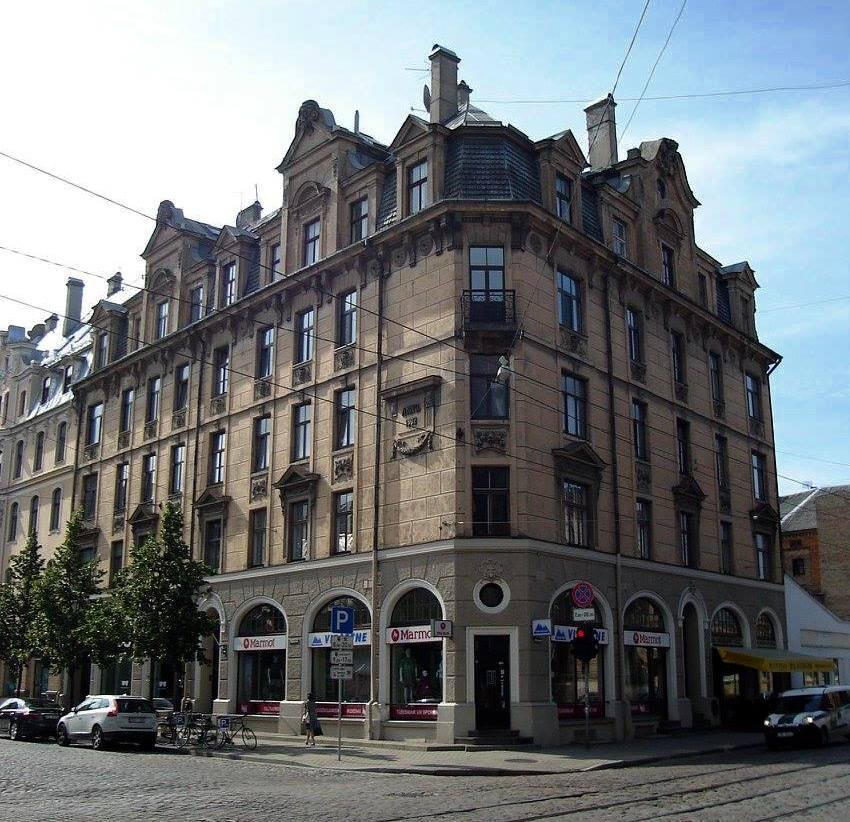
Дом № 65
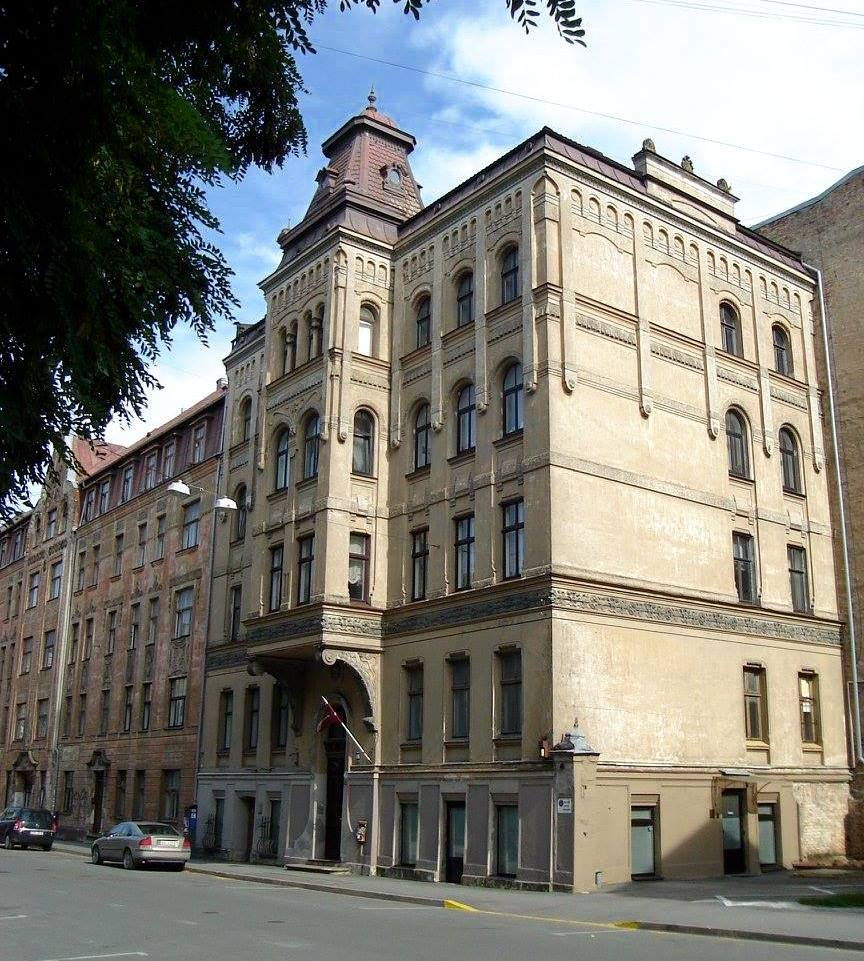
Дом № 86
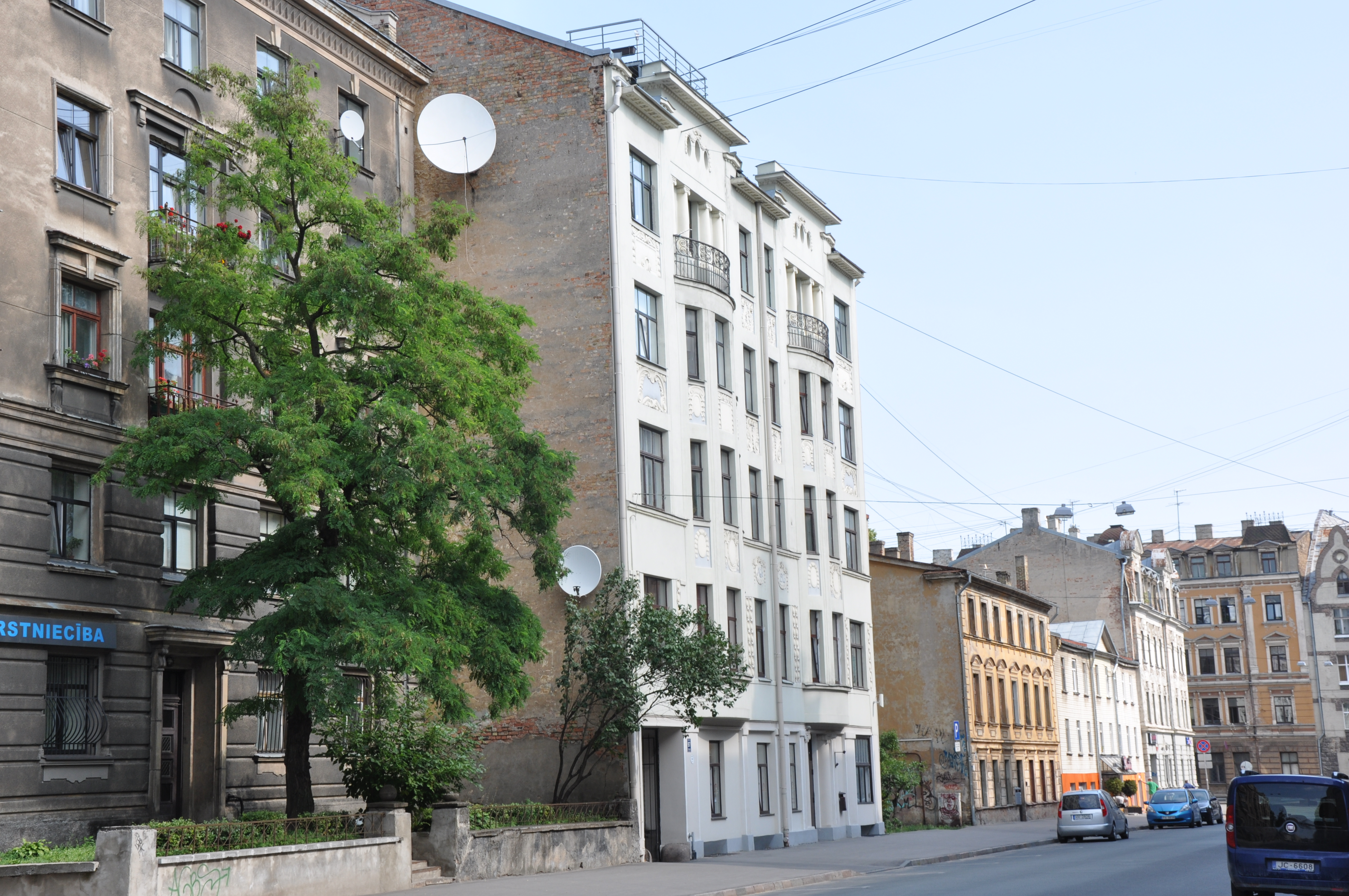
Конец улицы

## Известные жители
- В доме № 5 с 1945 по 1985 год жила доктор химических наук, академик АН Латвийской ССР Лидия Лиепиня.
- В доме № 7 с 1930 по 1975 год жил художник-живописец и педагог Лео Свемпс.
- В доме № 50 с 1945 по 1975 год жил «король танго» Оскар Строк.
- В доме № 59/61 с 1945 по 1970 год жила актриса, народная артистка СССР Лилита Берзиня.
- В доме № 93/95 жил писатель Валентин Пикуль.

## Прилегающие улицы
- улица Меркеля
- бульвар Бривибас
- улица Элизабетес
- улица Дзирнаву
- улица Блауманя
- улица Лачплеша
- улица Гертрудес
- улица Мартас
- улица Акас
- улица Стабу
- улица Бруниниеку
- улица Матиса
- улица Лиелгабалу
- улица Артилерияс
- улица Таллинас